# 京急久里浜線

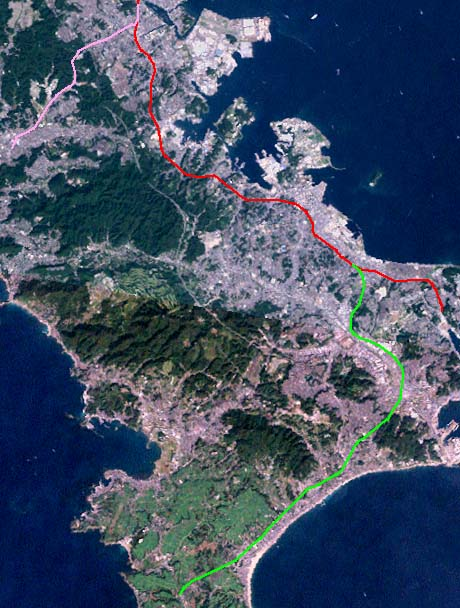
赤色が京急本線、緑色の路線が久里浜線である。

久里浜線（くりはません）は、神奈川県横須賀市の堀ノ内駅と三浦市の三崎口駅を結ぶ、京浜急行電鉄（京急）の鉄道路線。駅ナンバリングで使われる路線記号はKK。
京急本線の快特や特急といった優等列車が多数乗り入れるため、支線であるにもかかわらず、本線である堀ノ内駅 - 浦賀駅間に対して実質的に本線の一部のような形で機能している。また、品川駅・横浜駅 - 京急久里浜駅（久里浜駅）間は東日本旅客鉄道（JR東日本）の横須賀線と競合関係にある。
三崎口駅からは三浦市の中心市街地である三崎地区や油壺地区への延伸計画があったが、2016年に計画は凍結された（「#路線の延伸計画」節を参照）。三崎漁港方面へは京浜急行バスが連絡している。沿線の三浦市は人口減少や高齢化に悩まされているものの、京急電鉄は企画乗車券「みさきまぐろきっぷ」の販売といった取り組みなどで首都圏の観光客や羽田空港からの訪日外国人客の誘致を行うことで、交流人口の増加に努めている。

## 路線データ
- 路線距離：13.4 km
- 軌間：1435 mm
- 駅数：9駅（起終点駅含む）
- 複線区間：堀ノ内駅 - 京急久里浜駅、京急長沢駅 - 三浦海岸駅
- 電化区間：全線（直流1500 V）
- 閉塞方式：自動閉塞式
- 保安装置：C-ATS
- 列車無線：誘導無線方式（IR）、デジタル空間波無線方式（デジタルSR）（併用）
- 最高速度：110 km/h[1]
- その他特記事項：1954年に日本で初めてのCTCが導入された[7]。

## 運行形態
京急本線は堀ノ内駅から浦賀方面へ向かうが、ほとんどの速達列車が久里浜線に直通し、実質的には久里浜線の方が本線のようになっている。1996年（平成8年）7月以前は快速特急（現・快特）が野比駅（現・YRP野比駅）・京急長沢駅を、1999年（平成11年）7月までは堀ノ内駅・新大津駅・北久里浜駅を通過していたが、同改正以降は全種別が久里浜線内各駅停車となっていた。2015年（平成27年）12月より「モーニング・ウィング号」の運行が開始され、16年ぶりに久里浜線内に通過駅のある列車が復活した。
久里浜線内のみ運転の列車はすべて停車駅が同一である。普通は平日朝に京急久里浜以北で設定され、それ以外の時間と京急久里浜以南では快特・特急のみが運行される。また土休日には普通の設定が1本もない。
快特と特急は8両編成、普通は6両編成で運行される。走行する車両はほとんどが京急車だが、朝夕のラッシュ時には東京都交通局の車両も一部使用され、2018年（平成30年）12月8日のダイヤ改正からは、平日に1往復のみ京成電鉄の車両も乗り入れている。
単線区間が多く残されており、久里浜線内では本線の快特よりもスピードが出にくくなっている。

## 列車種別

### 現行の列車種別
2023年現在は以下の種別が運行されている。「モーニング・ウィング号」以外は久里浜線内ではいずれも各駅に停車する。

#### モーニング・ウィング号
2015年12月7日運転開始。平日朝方の上り方面にのみ運転される、着席通勤を目的とした列車であり、JRの「ホームライナー」に相当する。久里浜線内の乗車駅は三浦海岸駅のみであり、横須賀中央駅・金沢文庫駅・上大岡駅に停車するが、品川駅まで降車することはできない。乗車するにはWing Ticket（座席指定券）またはWing Pass（1か月定期券タイプ）が必要である。線内での使用車両は、3号が1000形1890番台4両編成、5号が2100形8両編成である。
停車駅
三浦海岸駅 →  横須賀中央駅 → 金沢文庫駅 → 上大岡駅 → 品川駅 → 泉岳寺駅
- 品川駅・泉岳寺駅以外は降車不可

#### イブニング・ウィング号
平日夜間の下り方面にのみ運転される、着席通勤を目的とした列車であり、他社の「ホームライナー」に相当する。すべての列車が久里浜線に乗り入れ、三崎口行または京急久里浜行（終点で三崎口行に接続）として運転されている。品川駅、京急蒲田駅、京急川崎駅、横浜駅から乗車する場合にはWing Ticket（座席指定券）またはWing Pass（1か月定期券タイプ）が必要だが、久里浜線内を含む上大岡駅 - 三崎口駅間については一般の「快特」として運行されるため、乗車券のみで乗車できる。
車両は、2ドアクロスシート8両編成が専用で用いられており、運行開始当初は2000形、2020年現在は2100形となっている。
停車駅
品川駅 → 京急蒲田駅 → 京急川崎駅 → 横浜駅 → 上大岡駅 → 金沢文庫駅 → 金沢八景駅 → 横須賀中央駅 → 堀ノ内駅 -（久里浜線内各駅） - 三崎口駅

#### 快特
現行ダイヤでは堀ノ内駅から本線に直通する系統・京急蒲田駅から空港線に直通する羽田空港発着系統・線内運転の系統があり、早朝・深夜を除くほぼ終日の設定がある。
1968年（昭和43年）に設定された「快速特急」が前身で、特急よりもさらに上位の種別として、それまで運転されていた三浦半島の観光地に向けた列車「ハイキング特急」を格上げする形で登場した。当初は土休日に特急の合間に何本か設定されているにすぎなかったが、通勤需要の拡大とともに徐々に設定時間と運転本数が拡大されていき、また本線末端の浦賀方面よりも久里浜線へ直通するダイヤに移行していった。1999年夏のダイヤ改正で、通称・略称として用いられていた「快特」が正式名称となり、同時に「特急」を置き換える形で大増発を行い、日中はほぼ10分に1本は確保されるようになった。この時都営浅草線・京成線・北総線（以下：都心方面）へ直通する快特も登場している。1999年以前より平日朝ラッシュ時上りにて運行されていた通勤快特（B特）は、旅客案内上、金沢文庫駅までは特急（汐入・追浜停車）として運転されるように変更された。そのため、平日朝ラッシュ時の久里浜線内は特急のみの運転となっている。
運行当初は久里浜線の津久井浜駅まで通過運転を行っていたが、1999年夏のダイヤ改正からは久里浜線内各駅停車となった。
2022年11月26日のダイヤ改正により、日中の快特の一部が特急に置き換えられ、日中は快特と特急が交互に運行される形となった。
現行ダイヤでの運行形態は以下の通り。
本線直通系統
- 泉岳寺・品川 - 京急久里浜・三崎口間
  - 日中時間帯は2ドアの2100形を中心に使用され、泉岳寺駅まで乗り入れる。泉岳寺駅では西馬込発着の快速と接続。朝夕は品川発着が多くなる。
  - 平日の日中は京急久里浜折返し、土休日は三崎口駅まで運行される。

- 北総線 - 京急久里浜・三崎口間
  - 印旛日本医大発着は平日上り2本、下り1本のみ
  - 原則他事業者線内は普通となる。
  - 3ドア車8両編成で運転される。
  - 平日上り1本（都営車）、下り2本のみ印西牧の原 - 京急久里浜間。

- 成田スカイアクセス線 成田空港 - 京急久里浜間
  - 平日上り1本、土休日下り2本のみ
  - 京成線内はアクセス特急として運転される。
  - 2019年10月28日改正以降、平日上りについては京成車で運転される。
  - 3ドア直通運転対応車両が使用される。

- 京成高砂・青砥 - 三崎口間（京成線内普通）
  - 1日の約半分がこの区間を往復している。
  - 原則京急車で運転される。
  - 平日下り1本のみ全区間快特。

空港線直通系統
- 羽田空港 - 三浦海岸
- 上り1本のみ
- 上りの始発として、2100形を中心に使用して運行されている。

線内運転系統
- 平日に三崎口駅 - 京急久里浜駅間の快特が設定されている。一部は2100系で運行される。

#### 特急

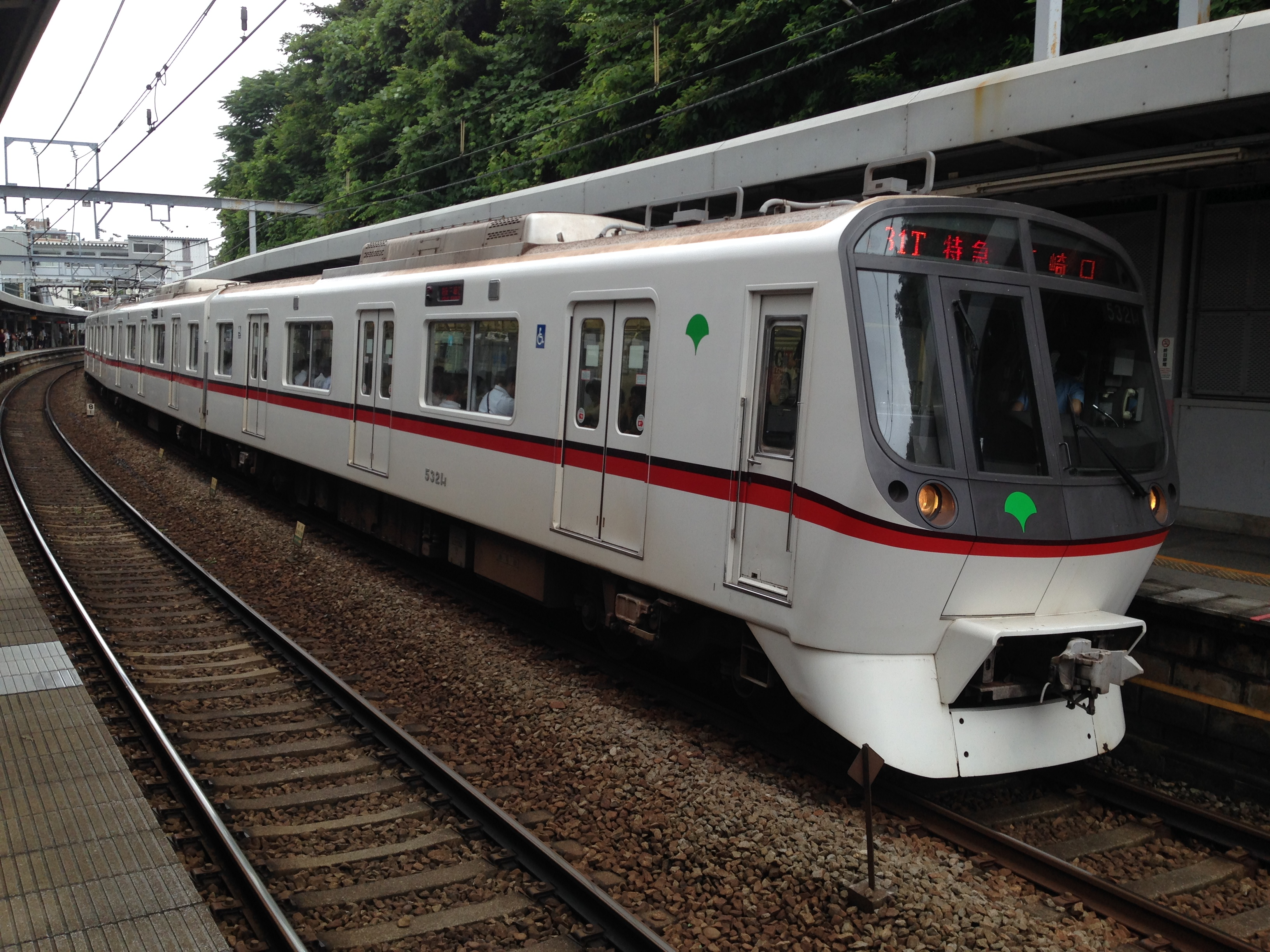
都営5300形による特急（北久里浜駅）

特急は、1968年（昭和43年）に「快速特急」（1999年のダイヤ改正より「快特」に名称変更）が設定されるまで最上位の種別であり、「快特」設定後も本数の多いダイヤの中心的な種別であったが、1999年夏のダイヤ改正から空港線に乗り入れる列車を除いた日中のすべての特急が快特に置き換わり、早朝深夜・朝夕ラッシュ時のみの運転となった。
2022年11月26日のダイヤ改正により、日中の快特の一部が特急に置き換えられ、日中は快特と特急が交互に運行される形となった。
現行ダイヤでは以下の運行パターンがある。
- 泉岳寺・品川 - 京急久里浜・三崎口
  - 朝の時間帯と夕方以降の時間帯に運転される。
  - 平日朝の下り1本の泉岳寺始発の担当車は都営車である。
  - 平日夕方の下り1本の泉岳寺始発の担当車は京成車である。
  - 土休日夜間は2100形も運転される。
  - 平日上り2本の品川行きは金沢文庫で快特に種別変更される。
- 印旛日本医大 - 三浦海岸
  - 土休日下り1本のみ
  - 他事業者線内は普通として運転される。
- 堀ノ内 - 京急久里浜 - 三浦海岸・三崎口
  - 送り込みや車両交換のために設定されている。一部列車は2100形で運用される[13]。
- 金沢文庫 - 京急久里浜・三崎口
  - 京急久里浜発は土休日上りの深夜1本のみ。
  - 三崎口行きは平日、土休日の早朝1本のみ。
- 成田スカイアクセス線 成田空港 - 三崎口
  - 成田スカイアクセス線経由
  - 平日下り1本、土休日上り3本のみで京成線内はアクセス特急として運転。
- 京成本線 成田空港 - 三崎口
  - 京成本線経由
  - 平日下り1本のみ。京成内は快速。
- 京成高砂・青砥 -京急久里浜・三崎口
  - 他事業者線内は普通または特急として運転される。
- 京成佐倉 - 三崎口
  - 上り1本のみ
  - 京成佐倉にて、上野方面からの成田空港行きに接続。
- 押上 - 三崎口
  - 上り1本・下り1本のみ
- 羽田空港第1・第2ターミナル - 京急久里浜
  - 平日上り1本・下り1本のみ

#### 普通
現行ダイヤでは平日朝ラッシュ時のみの運転で、品川・羽田空港第1・第2ターミナル（着のみ）・京急川崎・金沢文庫 - 京急久里浜間の列車が設定されている。6両編成で運行されている。
京急久里浜駅 - 三崎口駅間は普通が設定されておらず、この区間のみを運転する列車も種別は快特もしくは特急となる。ただし、1998年のダイヤ改正までは三崎口発着の普通も設定されていた。

### 女性専用車
平日朝上りのみに設定。特急品川行きのうち、横浜駅に7時29分 - 8時25分に到着する列車は品川方先頭車が女性専用車となる。泉岳寺・都営線方面との直通列車には設定されていない。

### 臨時列車

#### お帰り臨時電車
毎年5月下旬頃に、久里浜工場（京急ファインテック久里浜事業所）で行われる『京急ファミリー鉄道フェスタ』開催時にのみ運行される臨時列車。「お帰り」という名の通り、久里浜工場信号所→京急久里浜駅間の下り列車のみであり、京急久里浜駅→久里浜工場信号所間の上り列車の運行はない。30分間隔で運転され、終点の京急久里浜駅では中線に到着し、上下線のどちらの列車にも同一ホームで乗り換えができるようになっている。運賃は京急久里浜駅から計算され、京急久里浜駅までの場合は入場券が必要となる。

### 過去の愛称付き定期列車・臨時列車

#### 招運号
成田山新勝寺参拝客の輸送を目的として、1969年（昭和44年）より1972年（昭和47年）まで三浦海岸 - 京成成田間に終夜運転で2往復運行された。車両は1000形、停車駅は京急線・都営線内は特急と同一、京成線内は臨時特急停車駅（京成津田沼 - 京成成田間無停車。押上 - 京成津田沼間でも特急と一部異なる）であった。1973年（昭和48年）も運行する予定であったが、東京都交通局の労働争議による反対から終夜運転を急遽中止し、そのまま廃止された。

#### マリンパーク号
1983年（昭和58年）より油壺マリンパーク集客を目的として、全日の快特・特急各1往復にヘッドマークを取付けて運転した。
快特については2000形が充当されるようになった時点でヘッドマークの取り付けが廃され、特急の1往復が京急の定期列車では唯一のヘッドマーク付きとなっていた。また、三崎口駅を発着する平日の快特は「マリンパーク号」だけであった。1998年（平成10年）11月のダイヤ改正で平日の快特がすべて三崎口駅発着となったこともあり、快特・特急ともに廃止された。

## 歴史
- 1942年（昭和17年）12月1日 - 東京急行電鉄が湘南線の一部として、横須賀堀内（現・堀ノ内） - （仮）久里浜間を開業。
- 1943年（昭和18年）9月21日 - （仮）久里浜 - 久里浜（現・京急久里浜）間が開業。
- 1944年（昭和19年）4月1日 - 久里浜駅を湘南久里浜駅に改称。
- 1948年（昭和23年）
  - 2月1日 - 鳴神駅を新大津駅に、昭南駅を湘南井田駅に改称。
  - 6月1日 - 東京急行電鉄から京浜急行電鉄が分離発足。
- 1954年（昭和29年）
  - 6月15日 - 横須賀堀内 - 湘南井田間が複線化。
  - 6月25日 - CTC化[7]。
- 1959年（昭和34年）3月15日 - 湘南井田 - 湘南久里浜間が複線化。
- 1961年（昭和36年）9月1日 - 横須賀堀内駅を堀ノ内駅に改称。
- 1963年（昭和38年）11月1日 - 京浜久里浜 - 野比（現・YRP野比）間が開業。湘南井田駅を北久里浜に、湘南久里浜駅を京浜久里浜駅に改称。
- 1966年（昭和41年）
  - 3月27日 - 野比（現・YRP野比） - 津久井浜間が開業。
  - 7月7日 - 津久井浜 - 三浦海岸間が開業。当初から複線。
- 1975年（昭和50年）4月26日 - 三浦海岸 - 三崎口間が開業[18]。
- 1980年（昭和55年）6月27日 - 京浜長沢（現・京急長沢） - 津久井浜間が複線化[19]。
- 1987年（昭和62年）6月1日 - 京浜久里浜駅を京急久里浜駅に、京浜長沢駅を京急長沢駅に改称。
- 1991年（平成3年）3月19日 - 京成車が乗り入れを開始。
- 1993年（平成5年）4月1日 - 都営車が乗り入れを開始。
- 1998年（平成10年）4月1日 - 野比駅をYRP野比駅に改称。
- 2009年（平成21年）2月14日 - 保安装置をC-ATSに更新。
- 2015年（平成27年）7月7日 - デジタル空間波列車無線（デジタルSR無線）の使用を開始[20]。
- 2021年（令和3年）10月18日 - 京急久里浜 - 三崎口間において、平日11時から15時を20分間隔にダイヤ改正。
- 2022年（令和4年）11月26日 - ダイヤ改正。日中に10分間隔で運転されていた快特が、快特と特急の交互運行に変更される[11]。

## 駅一覧
- 全駅神奈川県内に所在。
- 「イブニング・ウィング号」・快特・特急・普通は全駅に停車する。
- 「モーニング・ウィング号」については列車記事を参照のこと（始発駅の三浦海岸駅のみ停車）。

凡例

線路 … ||：複線区間、◇・△：単線区間（列車交換可能）、△：単線区間の終点、∧：これより下は複線、∨：これより下は単線
| 駅番号 | 駅名             | 駅間 営業キロ | 累計 営業キロ | 累計 営業キロ | 接続路線・備考                                                      | 線路 | 所在地   |
| 駅番号 | 駅名             | 駅間 営業キロ | 堀ノ内から    | 品川 から     | 接続路線・備考                                                      | 線路 | 所在地   |
| ------ | ---------------- | ------------- | ------------- | ------------- | ------------------------------------------------------------------- | ---- | -------- |
| KK61   | 堀ノ内駅         | -             | 0.0           | 52.3          | 京浜急行電鉄： 本線（品川方面直通運転） ※待避可能駅                 | \|\| | 横須賀市 |
| KK65   | 新大津駅         | 0.8           | 0.8           | 53.1          |                                                                     | \|\| | 横須賀市 |
| KK66   | 北久里浜駅       | 0.9           | 1.7           | 54.0          |                                                                     | \|\| | 横須賀市 |
|        | 久里浜工場信号所 | -             | (2.6)         | (54.9)        |                                                                     | \|\| | 横須賀市 |
| KK67   | 京急久里浜駅     | 2.8           | 4.5           | 56.8          | 東日本旅客鉄道： 横須賀線（久里浜駅：JO 01）※待避可能駅・車庫所在駅 | ∨    | 横須賀市 |
| KK68   | YRP野比駅        | 2.7           | 7.2           | 59.5          |                                                                     | ◇    | 横須賀市 |
| KK69   | 京急長沢駅       | 1.3           | 8.5           | 60.8          |                                                                     | ∧    | 横須賀市 |
| KK70   | 津久井浜駅       | 1.2           | 9.7           | 62.0          |                                                                     | \|\| | 横須賀市 |
| KK71   | 三浦海岸駅       | 1.5           | 11.2          | 63.5          |                                                                     | ∨    | 三浦市   |
| KK72   | 三崎口駅         | 2.2           | 13.4          | 65.7          |                                                                     | △    | 三浦市   |

- 2008年（平成20年）3月15日より京急久里浜駅とJR横須賀線久里浜駅との間の連絡運輸を定期券に限り設定[21]。

### 未成区間
三崎口駅 - 油壺駅 - 三崎駅　（#路線の延伸計画を参照）

## 沿線概況
起点駅である堀ノ内駅は京急本線からの分岐点。本線は浦賀方面に続くがほとんどの速達列車は久里浜線に直通する。堀ノ内駅から新大津駅を抜け久里浜線内で利用客第2位の北久里浜駅に至る。北久里浜駅と京急久里浜駅の間には輸送上の拠点となる車両基地がある。
平作川に架かる鉄橋を渡ると路線の名前の由来にもなった京急久里浜駅である。京急久里浜駅は横須賀市内でも本線の横須賀中央駅に次いで乗降人員が多い駅であり駅ビルのウィング久里浜が隣接している。また、横須賀線の終着駅である久里浜駅に隣接するため乗換客も多い。ここからバスを利用し久里浜港に向かえる。久里浜港からは、南房総の金谷港を結ぶ東京湾フェリー及び、期間限定で東京港・伊豆諸島を結ぶ東海汽船に乗船することができる。
京急久里浜 - 京急長沢間は単線区間である。高架部分とトンネルを通過するとYRP野比駅に到着する。YRPとは電波情報通信技術に特化した研究開発拠点横須賀リサーチパークの略である。朝のラッシュ時には品川方面から乗車してきた旅客の多くがここで下車する。YRP野比駅から京急長沢駅、津久井浜駅にかけては車窓から現在でも住宅地混じりの田園風景が広がる。京急長沢付近から山側をみると大仏や五重塔を見ることができるがこれらは付近の霊園が昭和の終りごろに建造したものである。
京急長沢 - 三浦海岸間は複線区間に戻る。海岸付近を通っているが住宅や山林などがあるため車窓からはほとんどに海を見ることはできない。なお、この近くには北下浦海岸や三浦海岸といった海水浴場があるため夏を中心に賑わう。三浦海岸駅から終着駅三崎口駅へかけては再び内陸を走行する。付近には最近分譲された住宅地もあるがほとんどは農地か山林である。
久里浜線は三崎口駅で終点となり、三浦市の市役所所在地の三崎や城ヶ島、油壺、横須賀市の相模湾沿い地区方面へはここから京浜急行バスでアクセスする。

## 路線の延伸計画
京急の前身である湘南電気鉄道は、三浦半島を一周する路線と途中の長井から分岐し三崎までの支線を計画しており、1923年（大正12年）8月27日にそのための地方鉄道の免許を取得していた。
京急は戦後、三浦半島南部の開発を進めるため、湘南電鉄が取得していた免許を活用し、久里浜線を三浦半島南部の三崎港付近に予定されていた「三崎駅（仮称）」まで延伸する構想を抱いていた。
しかし、市街地となっている三崎港付近での用地確保が困難なことから、油壺 - 三崎間（3.6 km）の免許は1970年7月20日に廃止され、延伸計画は三浦海岸 - 油壺間（4.3 km）に短縮された。
1968年に油壺地区に京急油壺マリンパークが完成すると油壺延伸の機運は高まった。計画では油壺地区の東側にある丘陵地帯に駅を設け、付近にバスターミナルや住宅団地を併設、さらに駅前整備に連動する形で油壺地区や小網代地区の道路が整備される予定であった。
しかし、三浦海岸駅から2.2 kmの国道134号線との交点付近までは建設が進んだものの、そこから先では用地買収が難航し、さらには計画路線上の小網代地区が風致地区に指定されたことで、同地を通る鉄道建設とそれに付随するゴルフ場などの観光開発が困難になった。このため1975年に国道134号線と計画路線の交点付近に暫定的なターミナルとして三崎口駅を設置した。
三崎口 - 油壺間は、運輸政策審議会答申第18号にて2015年までに開業することが適当である路線として答申されていた。しかしながら、延伸には貴重な自然林であり神奈川県が保護を打ち出している「小網代の森」を通過する形で路線が敷設される計画のため環境保護団体の反対があり、三浦市初声町三戸地内での土地の買収も難航したため、京浜急行電鉄は一度三崎口 - 油壺間2.1 kmの免許を廃止することを決定、2005年（平成17年）10月7日、事業廃止届出書を国土交通省に提出した（12月24日廃止実施）。この時点では、免許の廃止は延伸計画を断念するものではなく、延伸工事を周辺開発計画と一体的に進める必要があることから、今後の周辺の農地造成事業の進捗等を踏まえ、土地区画整理事業等に合わせて事業計画を見直した上で再度事業許可申請を行うとしていたが、2016年（平成28年）3月16日、沿線人口の減少等を理由に、延伸事業と土地区画整理事業等による大規模宅地開発事業の凍結が決定され、延伸計画は事実上白紙となった。
三崎口駅南の国道134号を潜る形で僅かな距離だが線路は続いている。
1000形や1500形などの多くの車両に三崎駅行きの方向幕も用意されていたが、現在はない。